# 暁方ミセイ
暁方ミセイ（あけがた　みせい、女性、1988年8月10日 - ）は、日本の詩人。「六本木詩人会」「歴程」同人。

## 略歴
神奈川県横浜市出身。明治大学文学部史学地理学科卒業、同大学院理工学研究科修士課程修了。
2010年、第48回現代詩手帖賞を受賞。2011年、第一詩集『ウイルスちゃん』（思潮社）上梓。2012年、同作で第17回中原中也賞を受賞。独特の死生観の表現や、自然、宇宙への想像力を評価された。2015年、第二詩集『ブルーサンダー』（思潮社）第6回鮎川信夫賞、第33回現代詩花椿賞最終候補。2018年、第三詩集『魔法の丘』で第9回鮎川信夫賞受賞。2019年、第四詩集『紫雲天気、嗅ぎ回る 岩手歩行詩篇』に対して第29回宮沢賢治賞奨励賞受賞。

## 人物
- 第一詩集『ウイルスちゃん』の由来についてのインタビューでは、「詩を書いているときの自分は、あまり人の輪に入って馴染めている自分ではなくて、（中略）壁一枚みんなから隔てられている感覚、人間社会のなかに入り込めていない感覚、人間社会を観察しているような距離感があります。（ウイルスとか微生物は）そういうこれまでの、わたしの立場かもしれないと思います。」[2]と答えている。
- 宮沢賢治から強く影響を受けている[3]。
- 横浜市の出身であるが、父親が理科教師で、実験用の植物採集や石の採取のため、幼少期はよく富士山や丹沢山などの野山に連れて行かれ過ごした。[4]
- 在学中、ウイグル自治区や内モンゴル自治区を旅した。[5]旅について、「詩を書くために旅に行くわけではないですが、通過者である自分、ストレンジャーである自分というのは、ある意味で詩を書くときに近いスタンスだなと思います。」[6]と語っている。

## 著書

### 詩集
- 『ウイルスちゃん』（2011年10月、思潮社、ISBN 978-4783732617 ）
- 『宇宙船とベイビー』（2014年2月27日、マイナビ）
- 『ブルーサンダー』（2014年10月、思潮社）
- 『地形と気象』（石田瑞穂、大崎清夏、管啓次郎との共著、訳：ジェフリー・ジョンソン、2016年5月2日、左右社)
- 『魔法の丘』（2017年11月16日、思潮社）
- 『紫雲天気、嗅ぎ回る 岩手歩行詩篇』（2018年10月12日、港の人）

### 小説
- 「星林」（『十年後のこと』収録、2016年、河出書房新社）

## 未収録作品

### 詩
- 「黒い庭、稲光駆ける」―（『現代詩手帖』2013年8月号）
- 「玉蜀黍農家と晩夏」―（『花椿』2014年9月号）
- 「ロータスマウンテン、朝に消える」―（『現代詩手帖』2015年7月号）

### 小説
- 「青い花」 ― （『文藝』2013年秋号）

### エッセイ
- 「現実と虚構の境界を漂う」―（「西日本新聞」2012年7月7日号）
- 「乙女たち花を散らし楽を奏で、香を薫じる」―（『ユリイカ』2012年9月・岩井俊二特集号）
- 「ルーニールーム - 『左川ちか全詩集』夜読」―（『現代詩手帖』2012年11月号）
- 「蝉の鏡」―（『すばる』2013年10月号）
- 「サンキューミスター、ダーリンファーマー！」―（『宮沢賢治: 修羅と救済 (文藝別冊/KAWADE夢ムック)』）

### 書評
- 柳美里『自殺の国』―（『文藝』2012年冬号）
- 川上未映子『水瓶』「世界少女と言葉獣」―（『現代詩手帖』2013年3月号）
- 石田瑞穂『まどろみの島』「(Casual observer!Superficial traveler!)」―（『現代詩手帖』2013年7月号）
- アリス・マンロー『ディア・ライフ』―（産経新聞、2014年2月2日号）
- ジュンパ・ラヒリ『低地』―（産経新聞、2014年10月12日号）

## 連載

### 詩
- 「不知覚採取」―（『現代詩手帖』2016年2月〜2017年1月）

### エッセイ
- 「プロムナード」―（「日本経済新聞」2014年7月〜12月）
- 「チベットの風とターラの涙」―（『現代詩手帖』2015年2月号〜7月号）

### 書評
- 「ベストセラー怪読」―（「読売新聞」2016年4月〜）

## 映像
- Edge 「詩人・暁方ミセイと三つの物語」(CSスカパー！、2017年2月10日放送)